# (36257) 1999 XT20
1999 XT20 (asteroide 36257) é um asteroide da cintura principal. Possui uma excentricidade de 0.15204320 e uma inclinação de 2.49137º.
Este asteroide foi descoberto no dia 5 de dezembro de 1999 por LINEAR em Socorro.